# Lễ đài

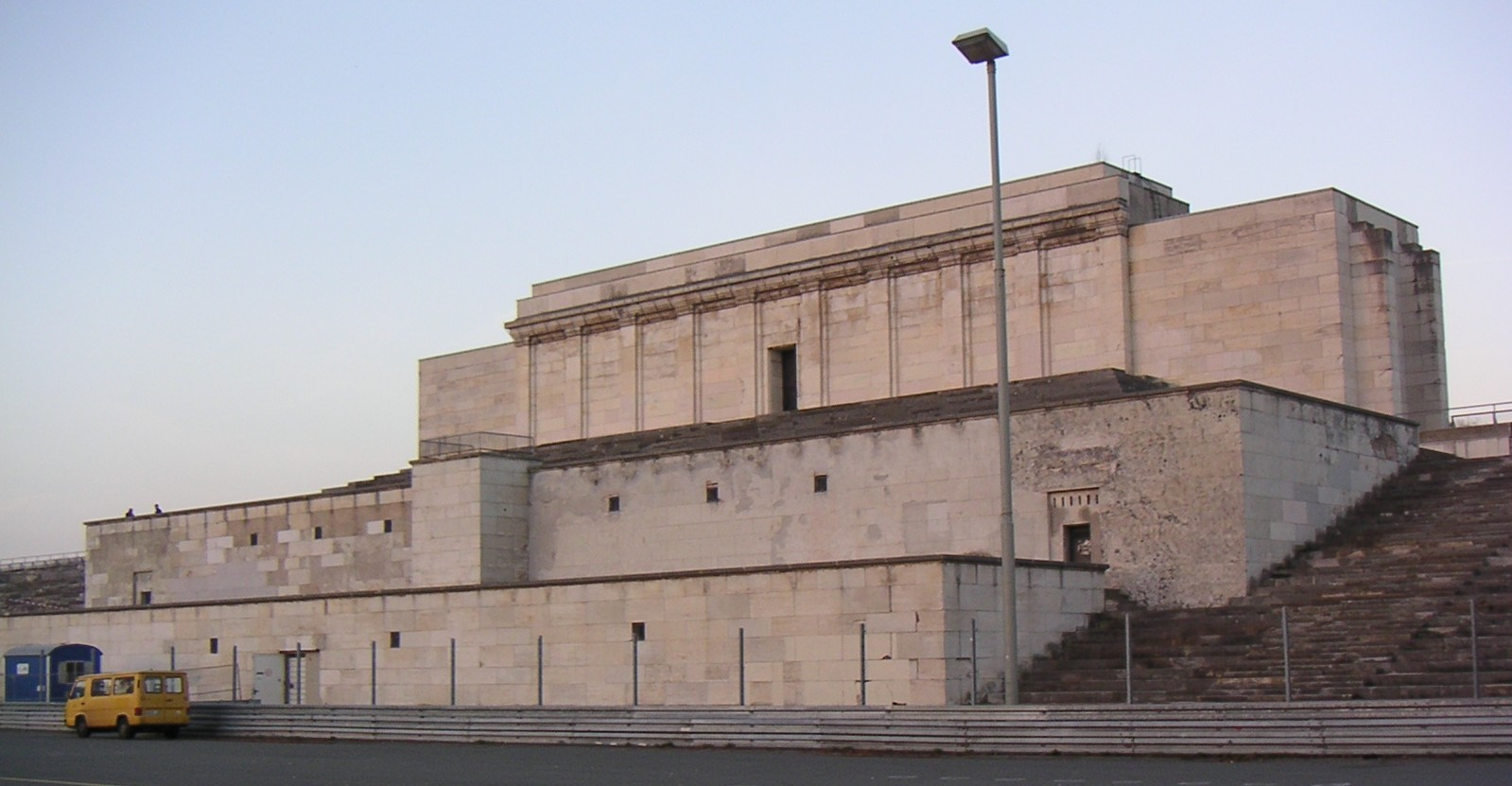
Ví dụ về lễ đài ở thế kỷ 20, nó có tên gọi là Zeppelinhaupttribüne (năm 1934) nằm tại sân Đại hội Đảng Quốc Xã ở thành phố Nürnberg, nước Đức.

Lễ đài hay còn gọi là vũ đài hoặc giảng tòa, là một thuật ngữ trong ngành kiến trúc thường được dùng để chỉ đến một cái bệ hoặc bục kiểu sân khấu, hoặc theo nghĩa mơ hồ hơn là bất kỳ địa điểm nào mà người ta có thể phát biểu ở vị trí nổi bật.

## Giải nghĩa
Ở nhà nước La Mã cổ đại, cụm từ lễ đài được dùng để nói về chỗ tụng niệm hình bán nguyệt nằm trong vương cung thánh đường La Mã, với bậc nền được nâng lên cao, là nơi mà quan chủ trì (có thể là quan bảo dân/hộ dân quan hoặc những người khác) ngồi trên chiếc ghế trịnh trọng. Nói chung sau này nó chỉ đến bất kỳ kết cấu nhô lên nào mà người ta có thể phát đi bài diễn văn hay lời phát biểu của mình, bao gồm cả cấu trúc bằng gỗ tự chế ở Công trường La Mã hay thậm chí cả hộp kín của Hoàng đế tại trường đua xe ngựa Circus Maximus.